# Colletes virgatus
Colletes virgatus là một loài Hymenoptera trong họ Colletidae. Loài này được Vachal mô tả khoa học năm 1904.